# Abraham z Augsburgu
Abraham z Augsburgu (? – 21. listopadu 1265) byl německý konvertita k židovství. Zemřel mučednickou smrtí. Podle všeho adoptoval svoji novou víru s takovým entusiasmem, že veřejně napadl křesťanství a zaútočil na obrazy svatých, za což byl odsouzen k mučení a smrti. Tato událost přitahovala určitou pozornost a tvoří téma elegií Mordechaje ben Hilela (který byl také umučen v roce 1298) a liturgického básníka Mošeho ben Jakoba.